# Prospero Provana

Provanův erb

Prospero Provana (kol. r. 1520, Piemont – 20. září 1584) byl polský úředník a obchodník se solí italského původu, první ředitel Polské královské pošty, zřízené v roce 1558.
V jeho rezidenci v Krakově se scházeli přední stoupenci antitrinitářství, mj. i Fausto Sozzini. V roce 1580 v ní uspořádal disputaci mezi předním polským protestantským myslitelem Jerzym Szomanem a proslulým jezuitským kazatelem Piotrem Skargou.
Je pohřben v dominikánském kostele sv. Trojice v Krakově, kde se zachoval i jeho manýristický náhrobek.